# La Palanca
|  | Per a altres significats, vegeu «Palanca (desambiguació)». |

La Palanca és una publicació d'Artesa de Segre i comarca que es publica, des del desembre del 1981, amb periodicitat mensual. Amb una tirada de 850 exemplars mensuals, es dedica a cobrir tota mena d'informació de la comarca, des d'esdeveniments populars fins a articles d'opinió, tot relacionat amb la zona.
La Palanca és membre de l'Associació Catalana de Premsa Comarcal, l'ACPC. i és també una de les publicacions municipals, locals i comarcals reconegudes oficialment per la Diputació de Lleida.
L'equip de La Palanca està format per una trentena de persones de diversos municipis noguerencs, comptant coordinadors i col·laboradors habituals. És una publicació oberta a l'admissió d'articles sempre que siguin amb un contingut relacionat amb la revista, qualsevol tema que tingui a veure amb els municipis d'Alòs de Balaguer, Artesa de Segre, Cubells, Foradada i Vilanova de Meià. És una de les tasques realitzades per l'Associació Cultural La Palanca, inscrita com a tal a la Generalitat de Catalunya des de l'any 1991.
La revista disposa d'un espai de treball, dins l'edifici de la biblioteca Joan Maluquer i Viladot, reformada i inaugurada pel conseller Ferran Mascarell, a l'abril del 2013.

## Premis
Ha estat guardonada tres vegades pels seus articles:
- Premi Tasis-Torrent al millor reportatge publicat a la Premsa Comarcal Catalana 1997.
- Premi al Foment de la Cultura Noguerenc de l'any 1998.
- Premi Pica d'Estats al millor reportatge local de promoció turística 2004.[6]